# Distretto di Dubrovycja
Il distretto di Dubrovycja (in ucraino Дубровицький район?, Dubrovyc'kyj rajon) era un distretto dell'Ucraina, situato nell'oblast' di Rivne, con capoluogo Dubrovycja. È stato soppresso in seguito alla riforma amministrativa del 2020.